# Otterhall

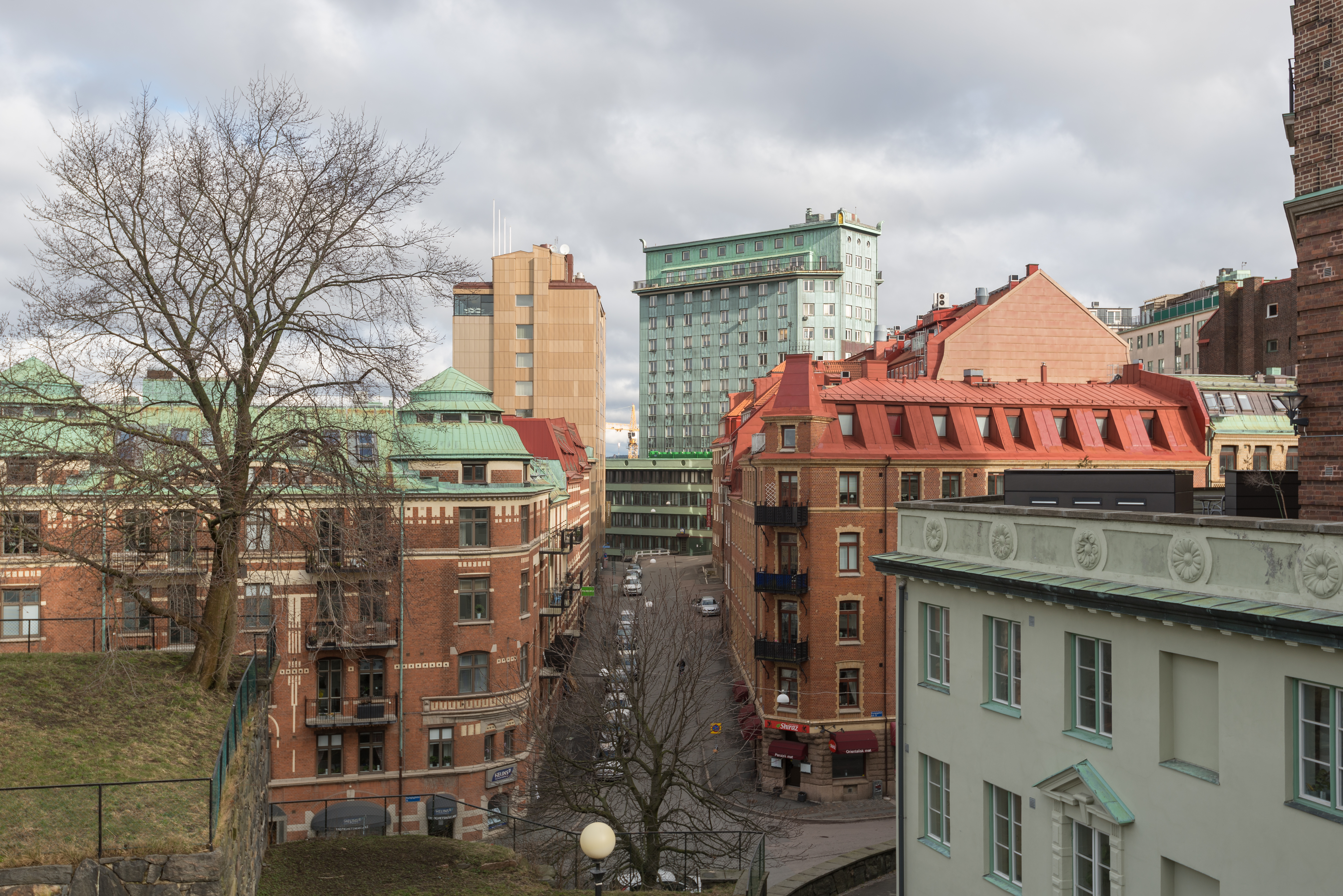
Otterhall sedd från Kungshöjd med Ingenjörsgatan i förgrunden.

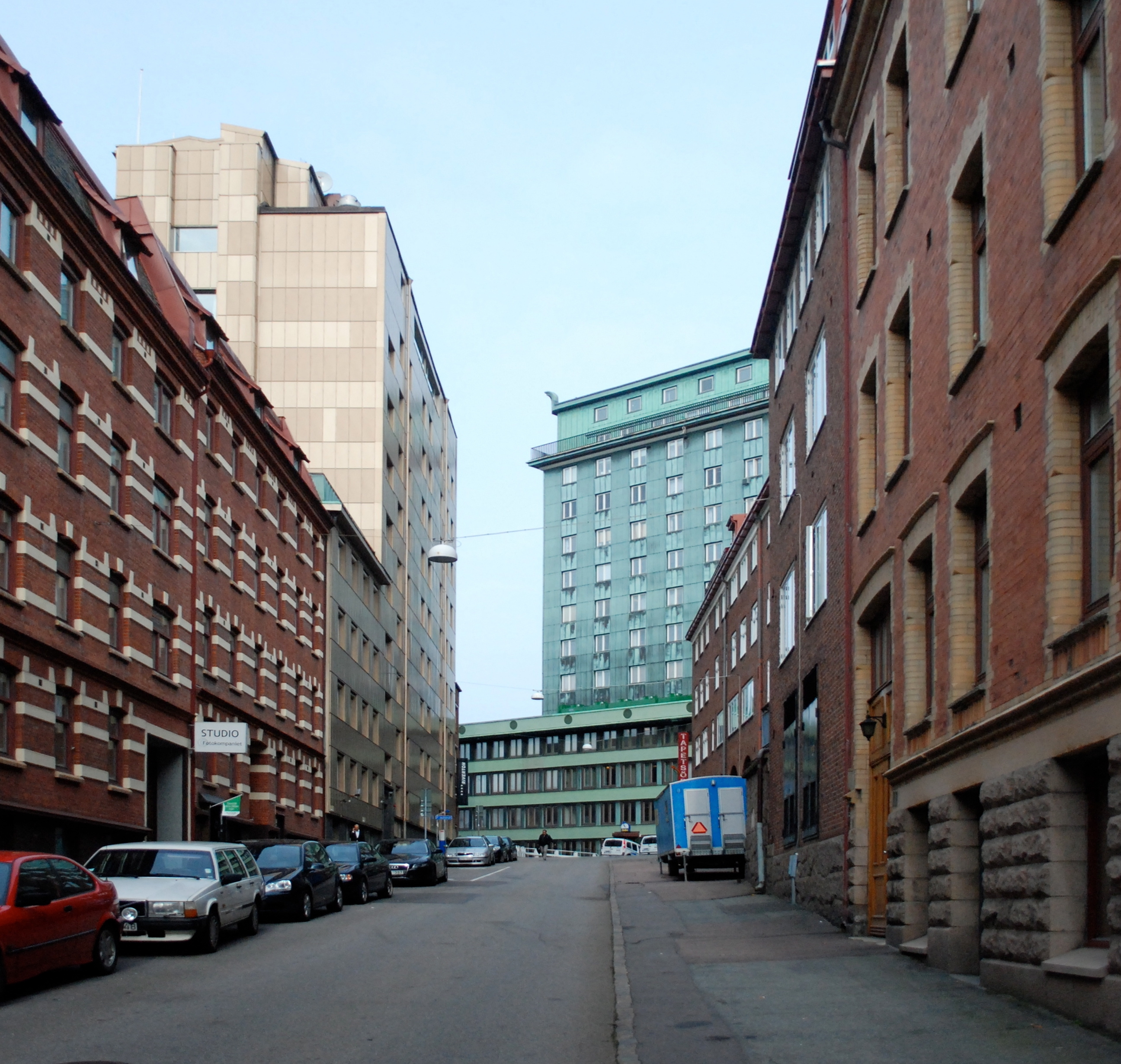
Ingenjörsgatan åt norr i september 2010. I gatans fond syns Otterhall – Göteborgs första skyskrapa.

Otterhall eller Skyskrapan är ett höghus, som ligger på Stora Badhusgatan 20 vid Otterhällan i Göteborg. Initiativet till att bygga Otterhall kom från civilingenjör Karl Alberts, som också blev byggherre och som undertecknade alla plan- och bjälklagsritningar medan fasadritningen gjordes av arkitekt Harald Ericson. Det 17 våningar och 56 meter höga huset, mätt från Stora Badhusgatan, började byggas 1927. Huset invigdes i december 1929 men då hade stora delar av huset stått klart ganska länge och de flesta lokaler var redan uthyrda. Bygget ska totalt ha kostat 2 miljoner kronor. Otterhall var under flera decennier Göteborgs högsta hus.
År 1927 godkände byggnadsnämnden ett elvavåningshus på platsen men när bygget stod klart hade det sex våningar extra, vilket gjorde det till ett svartbygge. Detta löstes dock genom ett retroaktivt bygglov några år senare.
I februari 1934 såldes Otterhall och grannfastigheten, som fram till dess ägts av Fastighetsbolaget Otterhall samt ingenjör Karl Alberts, på exekutiv auktion till försäkringsbolaget Allmänna Brand.

## Beskrivning

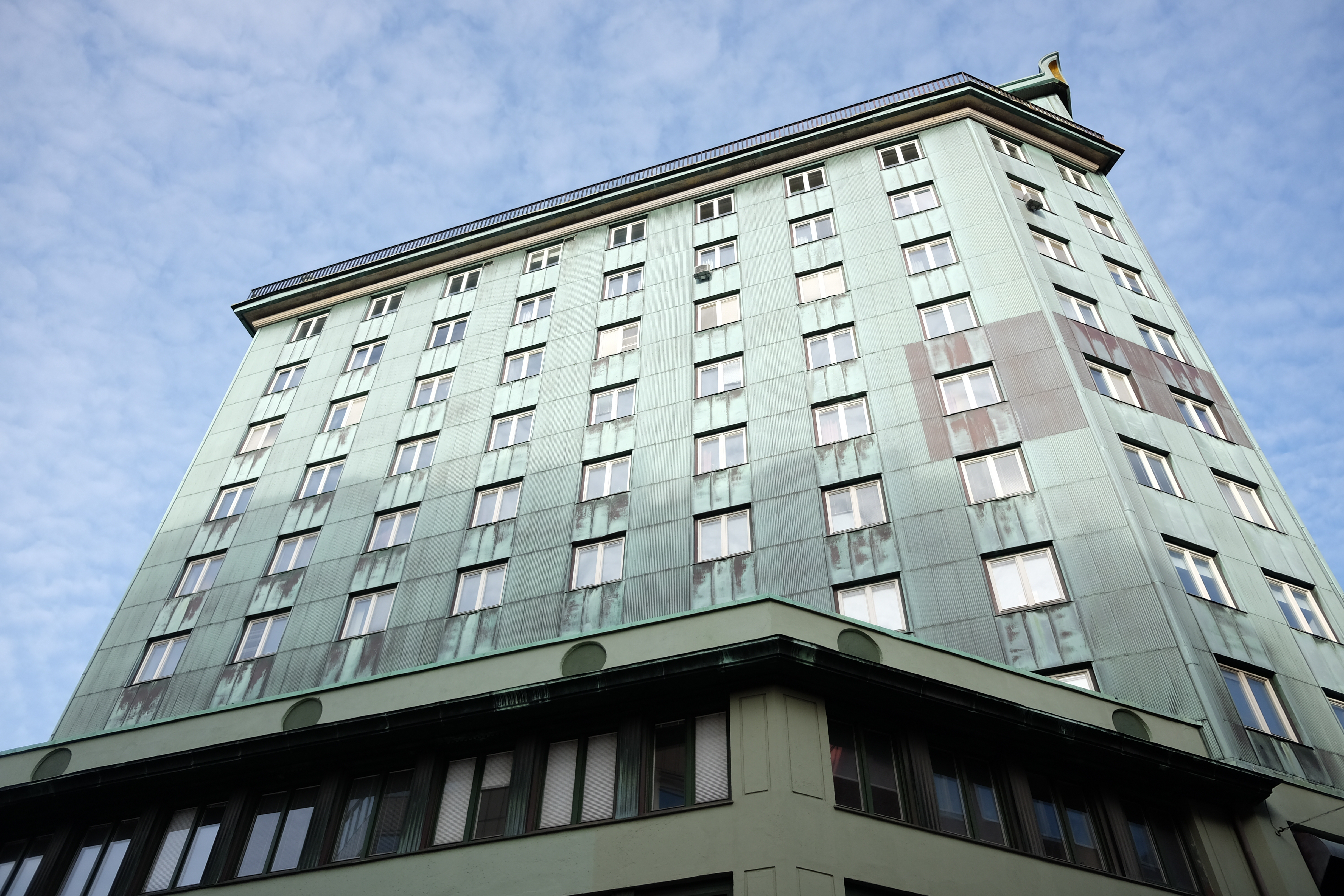
Närbild.

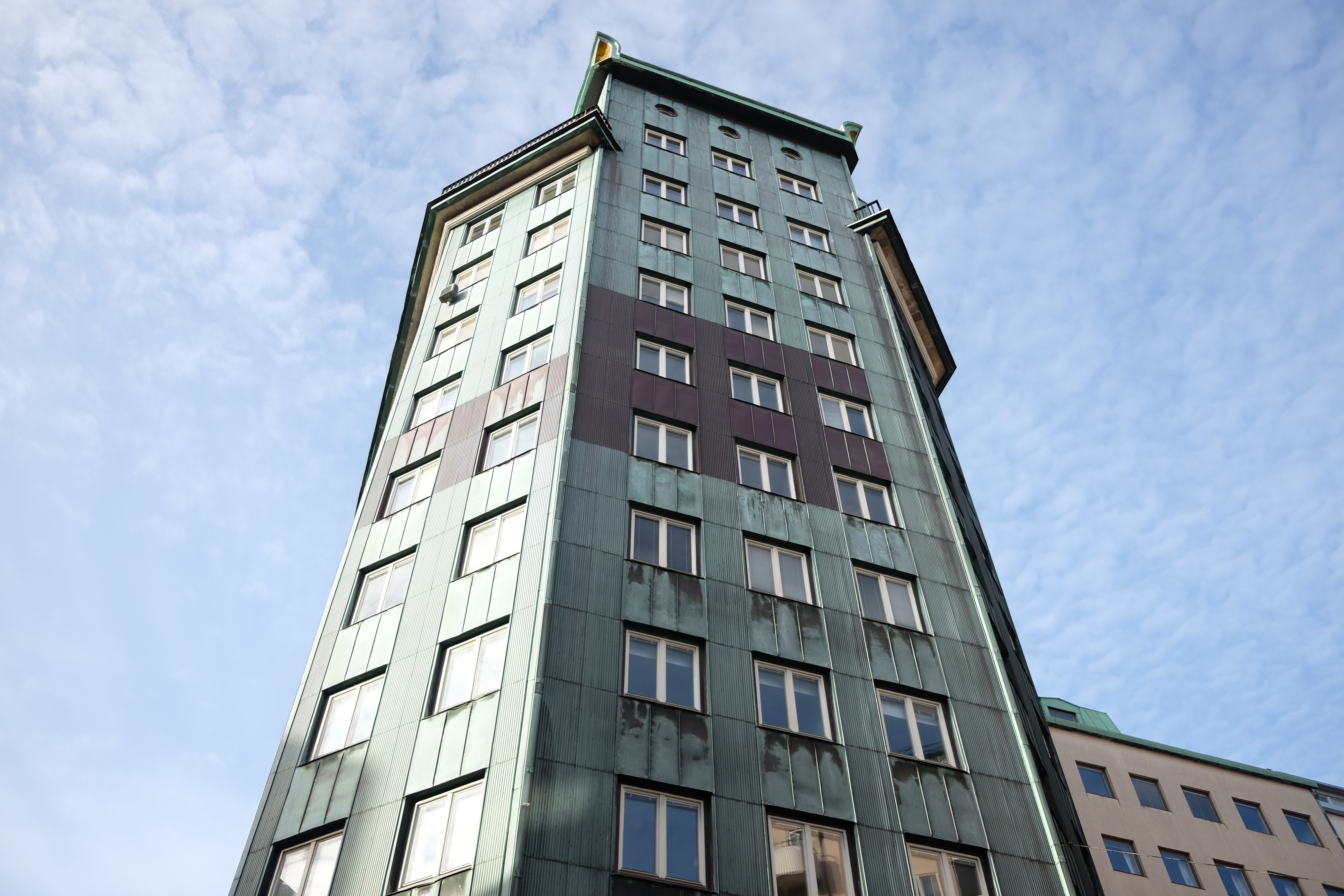
Närbild.

Huset är byggt i en brant med fyra våningars nivåskillnad, och innehöll ursprungligen butiker, centralgarage, bowlinghall, kontor, hantverkslokaler samt några år efter invigningen en restaurang i de två översta våningarna med takterrass. När huset stod färdigt år 1929 utropades det till Göteborgs första skyskrapa. Ursprungligen var fasaden i puts men 1936–1938 kläddes höghusets mittparti med kopparplåt, och 1965 kläddes även resten av huset. Högst upp har huset fyra kopparklädda "öron", så kallade akroterion med insida av bladguld. På femtonde våningen finns tre stora balkonger, två längs sidorna och en paradbalkong mot Stora Badhusgatan. När huset stod klart hade husets framsida en fasad av glasrutor som skapade ett tydligt kvadratiskt rutmönster. Idag är merparten av dessa fönsterrutor borttagna och bara var tredje fönsterrad syns. Initialt hade även översta våningen runda fönster men merparten av dessa är idag utbytta mot fyrkantiga.

## Kvarteret
Huset ligger i kvarteret Branten. Fram till att Otterhall byggdes hade Otterhällans bergssida längs Stora Badhusgatan i huvudsak varit obebyggd. På Ericsons ursprungsritningar fanns det inritat en liknande skyskrapa i andra ändan av bergssidan och där emellan en lägre huskropp, den andra skyskrapan byggdes dock aldrig. Däremot byggdes det mellan 1939 och 1951 tre bostads- och kontorshus som till storlek och placering överensstämde med Ericsons idéer.

## Restaurangen
De två översta våningarna i fastigheten var från början reserverade för restaurang och festvåning. Lokalen var byggd i två etager, där övre våningen var konstruerad så att man kunde se ned på den undre våningen. Via övre våningen kunde man även komma ut på takterraserna som fanns på vardera sidan om husets översta våning. I september 1931 bildade ett antal prominenta göteborgare, bland andra H. G. Hammar, James Keiller, Knut J:son Mark och Edvard Lithander ett bolag med fokus att starta en exklusiv och konstnärligt utsmyckad sjöfartsbetonad restaurang i dessa lokaler. I slutet av oktober 1931 annonserade fastighetsbolaget Gustavus Rex efter en kvalificerad restauratör som kunde omhänderta driften av den fullt inredda restaurangen. Idag finns två avskilda kontor på de två våningarna.

## Bottenvåningen
I bottenvåningen mot Stora Badhusgatan finns idag några små butikslokaler samt entré till kontorsbyggnaden. Väggarna är klädda med marmorplattor och golvet är av putsad granit. Från bottenvåningen går idag fyra hissar. Från början var de tre hissar, varav en finns kvar idag, om än förändrad och moderniserad.

## Garagen
Huset ligger i en mycket brant stigning vilket gör att fasaden mot Stora Badhusgatan har 17 våningar medan fasaden mot Lasarettsgatan har 14. Denna stigning innebar att inte mindre än fyra våningar initialt hade dörrar och portar mot gatuplan via Ingenjörs- och Lasarettsgatan. Portarna fungerade som ingångar till ett centralgarage med plats för 140 bilar, där det även fanns biltvätt. I biltvätten längst in i garaget fanns en stor vridbar platta så att bilarna kunde vändas och köras ut.

## Bowlinghallen
När huset invigdes i december 1929 fanns en bowlinghall med åtta banor på åttonde våningen. Själva hallen invigdes 2 februari 1930 med en stor fest och en bowlingtävling mellan Göteborg och Stockholm. Under de sju år som hallen existerade arrangerades två SM-tävlingar där, de första och femte svenska mästerskapen i bowling, åren 1931 och 1935. Bowlingsporten fick under denna tid ett stort uppsving i Göteborg.